# جيف وود
جيف وود (بالإنجليزية: Jeff Wood) (4 فبراير 1954 في المملكة المتحدة - ) هو لاعب كرة قدم بريطاني في مركز حراسة المرمى. لعب مع تشارلتون أثلتيك وكولتشستر يونايتد ونادي هلسنكي ونادي هابي فالي ‏ وGrankulla IFK ‏ ونادي إكزتر سيتي وIF Gnistan ‏ وRabat Ajax F.C. ‏.

## وصلات خارجية
- جيف وود على موقع قاعدة بيانات كرة القدم.إي يو (الإنجليزية)